# دانيال بريسينو (لاعب كرة قدم)
دانيال بريسينو (بالإسبانية: Daniel Briceño)‏ هو لاعب كرة قدم ومدرب كرة قدم تشيلي، ولد في 2 مارس 1982. لعب مع يونيون لا كاليرا.

## وصلات خارجية
- دانيال بريسينو على موقع قاعدة بيانات كرة القدم.إي يو (الإنجليزية)
- دانيال بريسينو على موقع Soccerway.com (الإنجليزية)
- دانيال بريسينو على موقع AS.com (الإسبانية)